# Шлезвиг-Гольштейн (провинция)
Шлезвиг-Гольштейн (нем. Schleswig-Holstein) — провинция Пруссии (с 1871 года — часть единой Германии), расположенная на полуострове между Балтийским морем на востоке и Северным морем на западе. Была образована в 1866 году в результате аннексии королевством Пруссия герцогств Шлезвиг и Гольштейн. Столицами провинции попеременно были города Киль и Шлезвиг. Просуществовала вплоть до 1946 года, когда британской военной администрацией на её территории была провозглашена земля Шлезвиг-Гольштейн, являющаяся сегодня частью ФРГ.

## История

### Присоединение Шлезвига и Гольштейна
Провинция Шлезвиг-Гольштейн была образована после австро-прусской войны в 1866 году в результате аннексии Пруссией герцогств Шлезвиг и Гольштейн. В её состав входят множество больших и малых островов, расположенных у западного берега среди обширных отмелей, и несколько островов у восточного берега.
Территория провинции в 1867 году была разделена на два округа — Шлезвиг и Гольштейн, однако уже в 1868 году они были объединены в единый округ Шлезвиг, покрывающий территорию всей провинции полностью. В 1876 году к территории провинции было присоединёно герцогство Лауэнбург, которое уже с 1865 года управлялось в личной унии с Пруссией.
В 1890 году с подписанием договора с Великобританием под контроль Германии перешёл остров Гельголанд, который также был включён в состав провинции Шлезвиг-Гольштейн.

### Веймарская республика
После падения монархии провинция Шлезвиг-Гольштейн продолжила существование в Свободном государстве Пруссия в прежних границах. В 1920 году северный Шлезвиг в результате референдума о статусе Шлезвига перешёл к Дании.

### Третий рейх
После прихода к власти национал-социалистов в 1933 году и началом политики гляйхшальтунга провинции фактически утратили своё значение, а функции обер-президента Шлезвиг-Гольштейна с этого времени были переложены на гауляйтеров партийного гау Шлезвиг-Гольштейн.
В 1937 году в ходе нацистских административных реформ шлезвигские города Альтона и Вандсбек были выведены из состава Пруссии и переданы в состав «города-государства» (самостоятельной земли) Гамбург. Одновременно с этим в состав провинции Шлезвиг-Гольштейн были переданы «город-государство» Любек и бывшее Любекское княжество, с 1908 года являющееся эксклавом земли Ольденбург.

### Послевоенное развитие
После Второй мировой войны территория провинции оказалась в британской оккупационной зоне. В ноябре 1945 года произошёл обмен небольшими территориями между советской и британской оккупационными зонами, в результате чего Шлезвиг-Гольштейн обменялся небольшими участками с Мекленбургом.
В августе 1946 года указом британской военной администрации провинция Шлезвиг-Гольштейн была провозглашена самостоятельной землёй Шлезвиг-Гольштейн, которая в 1949 году стала одной из учредительниц Федеративной Республики Германия.

## География и экономика
Территория провинции представляет продолжение Северо-Германской низменности. По свойствам почвы её можно разделить на три части: плодородную холмистую область на востоке, маршевую область на западе и между ними в центре неплодородную степную область — продолжение Люнебургской степи. Валунная глина составляет главную составную часть плодородной области, валунные пески — неплодородной. Побережье Балтийского моря более изрезано большими и малыми бухтами, чем побережье Северного моря. Некоторые из бухт Балтийского моря образуют хорошие гавани. Самые большие из них: Кильская, Нейштэдтская, Фленсбургская и Апенрадская бухты. Между Кильской и Нейштэдтской бухтами — полуостров Вагрия, между Фленсбургской бухтой и Шлеем — полуостров Ангельн. Северное море севернее полуострова Эйдерштэдт у устья реки Эйдер представляет ряд широких отмелей со многими островами.
Крупнейшей рекой провинции являлась расположенная на её южной границе Эльба, которая принимала здесь свои многочисленные притоки: Билле, Альстер, Пиннау, Крюкау и Штёр. Второй крупной рекой провинции являлся Эйдер, служащий вместе со своими притоками источником для орошения средней части провинции. Другими значительными реками также являлись Траве, Свентине, Кенигсау и Видау. Среди крупных озёр региона выделялись Пленерское, Селентерское и Виттенское. В 1895 году был открыт Канал Императора Вильгельма, соединяющий Кильскую гавань с устьем Эльбы. Среди других каналов региона — Штекницкий канал (канализированная река Дельвенау) между рекой Траве и Эльбой, Куденский и Тондернский каналы.
Около 80 % территории провинции приходилось на пахотные земли, сады, луга и пастбища. Основными сельскохозяйственными культурами являлись пшеница, рожь, ячмень, овес, картофель и сено. Садоводство, плодоводство и огородничество особенно процветали в окрестностях Альтоны и Гамбурга. В травентале имелся конский завод. Крупный рогатый скот хорошей породы экспортировался из Теннинга, Гузума и Альтоны через Гамбург в Англию. На островах было особенно хорошо развито птицеводство. Рыболовство с большим успехом велось в Балтийском море. Полезные ископаемые на территории региона незначительны, здесь велась только добыча гипса и каменной соли. Фабричная промышленность была слабо развита — имелось лишь несколько чугунолитейных, машиностроительных заводов и суконных фабрик. Также имелись судостроительные заводы в Кильской бухте (в Гаардене и Эйлербеке), в Альтоне и Фленсбурге.
Ведущим учебным заведением региона был Кильский университет.

## Население

### Статистические данные
В 1900 году в провинции проживало 1 387 968 человек. По языку преобладали немцы, говорящие на нижненемецком наречии. В северной части региона проживали датчане. Граница датского языка начиналась на востоке немного севернее Фленсбурга, опускалась дугой к югу до холма Риммельсберг и поворачивалась к северу, дойдя до устья реки Виденау. В 1890 году насчитывалось 136 148 датчан. На западном побережье и на островах Северного моря также проживали фризы. В конфессиональном плане преобладали протестанты.
Территория и население провинции Шлезвиг-Гольштейн в 1900 году:
| Административный округ | Площадь, км² | Население, чел. | Количество районов | Количество районов |
| Административный округ | Площадь, км² | Население, чел. | сельских           | городских          |
| ---------------------- | ------------ | --------------- | ------------------ | ------------------ |
| Округ Шлезвиг          | 19.004,28    | 1.387.968       | 20                 | 3                  |

Территория и население провинции Шлезвиг-Гольштейн в 1925 году:
| Административный округ | Площадь, км² | Население, чел. | Количество районов | Количество районов |
| Административный округ | Площадь, км² | Население, чел. | сельских           | городских          |
| ---------------------- | ------------ | --------------- | ------------------ | ------------------ |
| Округ Шлезвиг          | 15.060       | 1.519.365       | 18                 | 5                  |

Религиозный состав населения в 1925 году: 94,2 % — протестанты; 2,7 % — католики; 0,1 % — другие христианские конфессии; 0,3 % — евреи; 2,7 % — прочие конфессии.
Площадь и численность населения провинции по состоянию на 17 мая 1939 года в границах на 1 января 1941 года и количество районов на 1 января 1941 года:
| Административный округ | Площадь, км² | Население, чел. | Количество районов | Количество районов |
| Административный округ | Площадь, км² | Население, чел. | сельских           | городских          |
| ---------------------- | ------------ | --------------- | ------------------ | ------------------ |
| Округ Шлезвиг          | 15.681,97    | 1.589.267       | 17                 | 4                  |

### Городское и сельское население
Распределение населения по различным типам населённых пунктов в зависимости от их величины по общему количеству жителей, согласно данным переписи населения 1925 года и по состоянию на 17 мая 1939 года:
| Год  | Доля населения по категориям населённых пунктов по числу жителей | Доля населения по категориям населённых пунктов по числу жителей | Доля населения по категориям населённых пунктов по числу жителей |
| Год  | менее 2.000 жителей                                              | 2.000 — 100.000 жителей                                          | более 100.000 жителей                                            |
| ---- | ---------------------------------------------------------------- | ---------------------------------------------------------------- | ---------------------------------------------------------------- |
| 1925 | 35,9 %                                                           | 37,9 %                                                           | 26,3 %                                                           |
| 1939 | 34,4 %                                                           | 38,6 %                                                           | 27,0 %                                                           |

Крупнейшими городами провинции Шлезвиг-Гольштейн являлись (по данным 1925 года):
- Киль — 213.881 чел.
- Альтона — 185.653 чел.
- Фленсбург — 63.139 чел.
- Ноймюнстер — 39.895 чел.
- Вандсбек — 39.606 чел.

Города Вандсбек и Альтона в 1938 году были выделены из состава провинции Шлезвиг-Гольштейн (и даже вовсе из состава Пруссии) и стали частью «города-государства» (самостоятельной земли в составе Германии) Гамбург.

## Обер-президенты
Пост обер-президента введён в Пруссии согласно указу от 30 апреля 1815 года об улучшении организации провинциального управления (нем. Verordnung wegen verbesserter Einrichtung der Provinzial-Behörden).
| Годы      | Обер-президент           | Партия |
| --------- | ------------------------ | ------ |
| 1867—1879 | Карл фон Шэл-Плессен     |        |
| 1879—1880 | Карл Генрих фон Бёттихер |        |
| 1880—1896 | Георг фон Штайнман       |        |
| 1897—1901 | Эрнст фон Кёллер         |        |
| 1901—1906 | Курт фон Вильмовски      |        |
| 1906—1907 | Курт фон Девитц          |        |
| 1907—1914 | Детлев фон Бюлов         |        |
| 1914—1918 | Фридрих фон Мольтке      |        |
| 1919—1932 | Генрих Кюрбис            | СДПГ   |
| 1932—1933 | Генрих Тон               |        |
| 1933—1945 | Хинрих Лозе              | НСДАП  |
| 1945—1945 | Отто Хёверман            |        |
| 1945—1946 | Теодор Штельцер          | ХДС    |